# Technische Hochschule Mittelhessen
De Technische Hochschule Mittelhessen (THM) (vroeger Fachhochschule Gießen-Friedberg) is 1971 in Gießen en Friedberg opgericht. 
De hogeschool beschikt over een vestiging in Gießen, een in Friedberg en een in Wetzlar. De hogeschool heeft ongeveer 13.000 studenten (wintersemester 2011/2012) en ca. 800 werknemers. De THM is de op drie na grootste Fachhochschule van Duitsland.

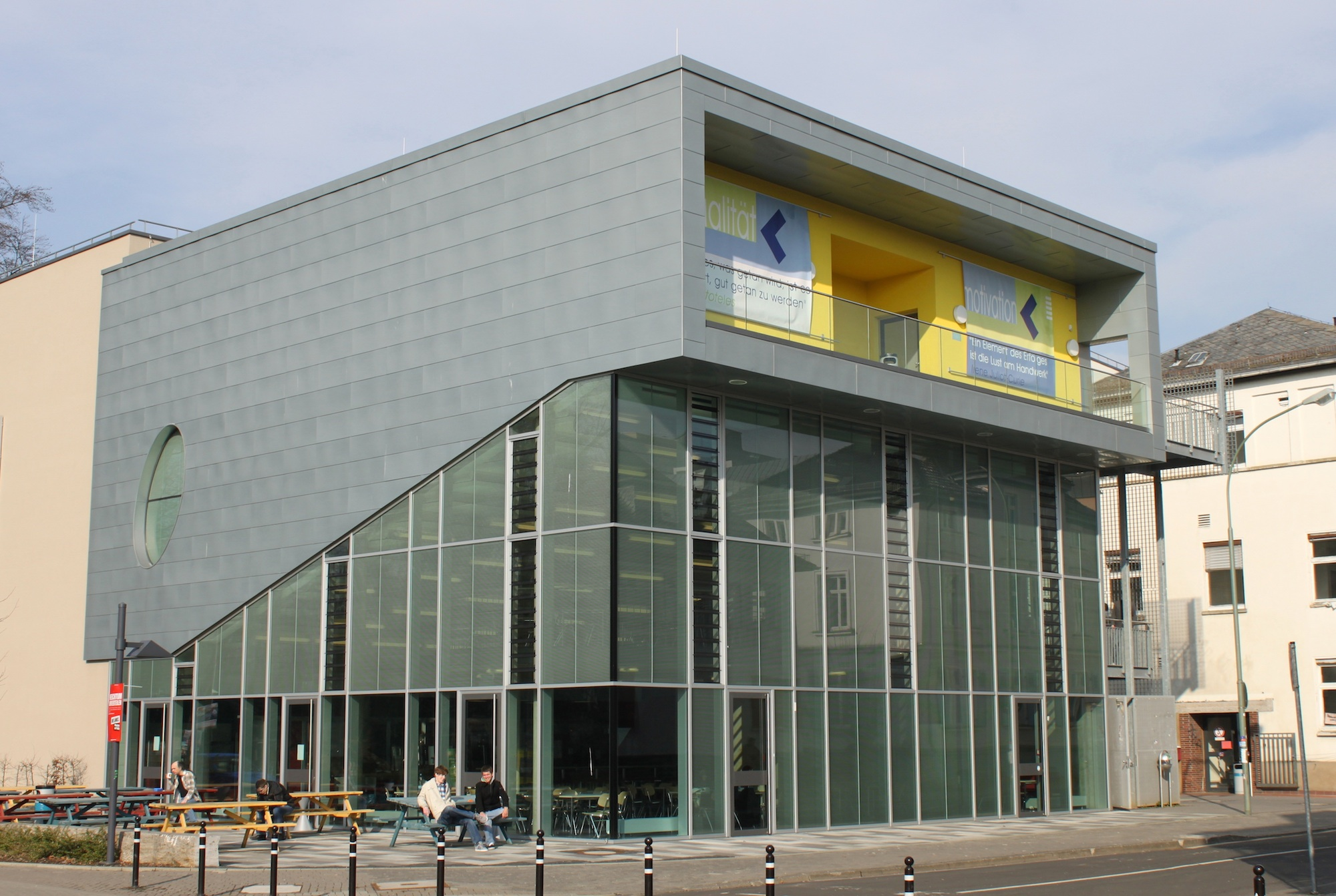
Technische Hochschule Mittelhessen